# Jens Hundseid
Vous lisez un « bon article » labellisé en 2020.
Jens Hundseid est un homme d'État norvégien né le 6 mai 1883 à Vikedal (Rogaland) et mort le 2 avril 1965 à Oslo. Il est Premier ministre de son pays entre mars 1932 et mars 1933.
Membre du Parti des paysans, il est élu député au Storting en 1925 et accède à la présidence de son parti en 1929. Il est nommé Premier ministre trois ans plus tard, dans un contexte de crise économique. Son mandat est marqué par un contentieux avec le Danemark sur la question du Groenland oriental et par des relations difficiles avec son ministre de la Défense, Vidkun Quisling. Il ne reste au pouvoir qu'une année avant que son gouvernement minoritaire ne tombe. Après sa chute, il joue un rôle important dans le rapprochement de son parti avec les travaillistes qui permet à Johan Nygaardsvold d'arriver au pouvoir en 1935.
Durant la Seconde Guerre mondiale, Hundseid rejoint le Nasjonal Samling, le parti d'extrême droite fondé par Quisling qui gouverne le pays aux côtés de l'occupant nazi. Après la libération du pays, il est reconnu coupable de trahison, ce qui met un terme définitif à sa carrière politique.

## Biographie

### Origines
Le père de Jens Hundseid, Valentin Hovda, est un paysan. Le jeune Jens grandit dans la ferme de sa mère, Ingerid Jensdatter, à Vikedal, dans la commune de Vindafjord, dans le sud-ouest de la Norvège. Son nom de famille lui vient du côté maternel. Il entre à l'Université norvégienne pour les sciences de la vie (NLH) en 1905 afin d'y étudier l'agriculture. Il y devient chercheur en 1908, puis professeur d'agriculture de 1910 à 1913. Il se marie en 1912 avec Martha Eknes, fille d'un propriétaire d'exploitation forestière.
De 1916 à 1918, Hundseid enseigne à l'université populaire d'Eidsvoll et écrit pour le journal local, Eidsvoll Ullensaker Blad. Il est nommé proviseur de l'école d'agriculture du Telemark en 1918 et le reste jusqu'en 1935, date à laquelle il devient préfet (fylkesmann) du comté de Buskerud. Durant sa carrière d'enseignant, il est considéré comme un individu « compétent » et « passionné de pédagogie », mais également « pédant » et « extrêmement rigoureux ».

### Carrière parlementaire
Politiquement, le jeune Hundseid se considère tout d'abord comme un conservateur avant de basculer vers le libéralisme. Sa première candidature prend place lors des élections législatives de 1918, sous les couleurs du Norsk Landmandsforbund, mais il est battu par son adversaire Gunnar Knudsen. Il subit une deuxième défaite aux élections de 1921, mais les résultats sont beaucoup plus serrés. Il s'oppose tout d'abord fortement à la création d'un nouveau parti à partir du Landmandforbund, mais finit par se soumettre lorsque le Parti des paysans est fondé en 1920,. L'écart de richesse entre les grandes exploitations agricoles de l'est de la Norvège et les petits agriculteurs du reste du pays le préoccupe. Défenseur de l'égalité sociale et économique, il est conscient pour en avoir été témoin du retard de développement des campagnes par rapport aux zones urbaines. Son soutien aux petits paysans, qui se tournent plutôt vers les travaillistes, ne plaît guère aux cadres et à la direction du Parti des paysans, en grande partie originaires de l'est de la Norvège.
Hundseid parvient finalement à être élu au Storting lors des élections de 1924 comme député du Telemark. Il siège dans la commission chargée des affaires sociales et se mêle peu des autres questions parlementaires à ses débuts. Ses propositions de politique sociale suscitent des réactions violentes chez les socialistes, par exemple lorsqu'il affirme que les chômeurs ne peuvent s'en prendre qu'à eux-mêmes pour leurs problèmes, lorsqu'il suggère de limiter les aides gouvernementales à des stands où « les asociaux pourront avoir du gruau », ou lorsqu'il suggère de réduire la semaine de cours à l'école. Au fil du temps, Hundseid diversifie ses interventions et participe aux débats sur l'économie ou lors du discours du Trône.
Hundseid devient vice-président du Parti des paysans en 1926, puis président en 1929, fonction qu'il occupe jusqu'en 1938. Il est également à la tête du groupe parlementaire de son parti de 1931 à 1940, hormis durant son mandat de Premier ministre. C'est avec une certaine réticence qu'il accepte de diriger son parti : dans une lettre de janvier 1930, il écrit à l'ancien leader parlementaire Johan E. Mellbye « je ne regrette rien tant que d'être devenu leader parlementaire. Je crois être trop inexpérimenté et indigne d'assumer ce rôle. » Il est néanmoins considéré au sein de son parti comme un organisateur efficace et compétent, un bon orateur ouvert au dialogue qui travaille dur. S'il est considéré comme quelqu'un qui a besoin de se conformer à la majorité, il n'en reste pas moins qu'il a su tenir tête à son parti au moins deux fois : pour la défense des petits paysans et pour empêcher par tous les moyens Quisling d'obtenir un poste au parti.

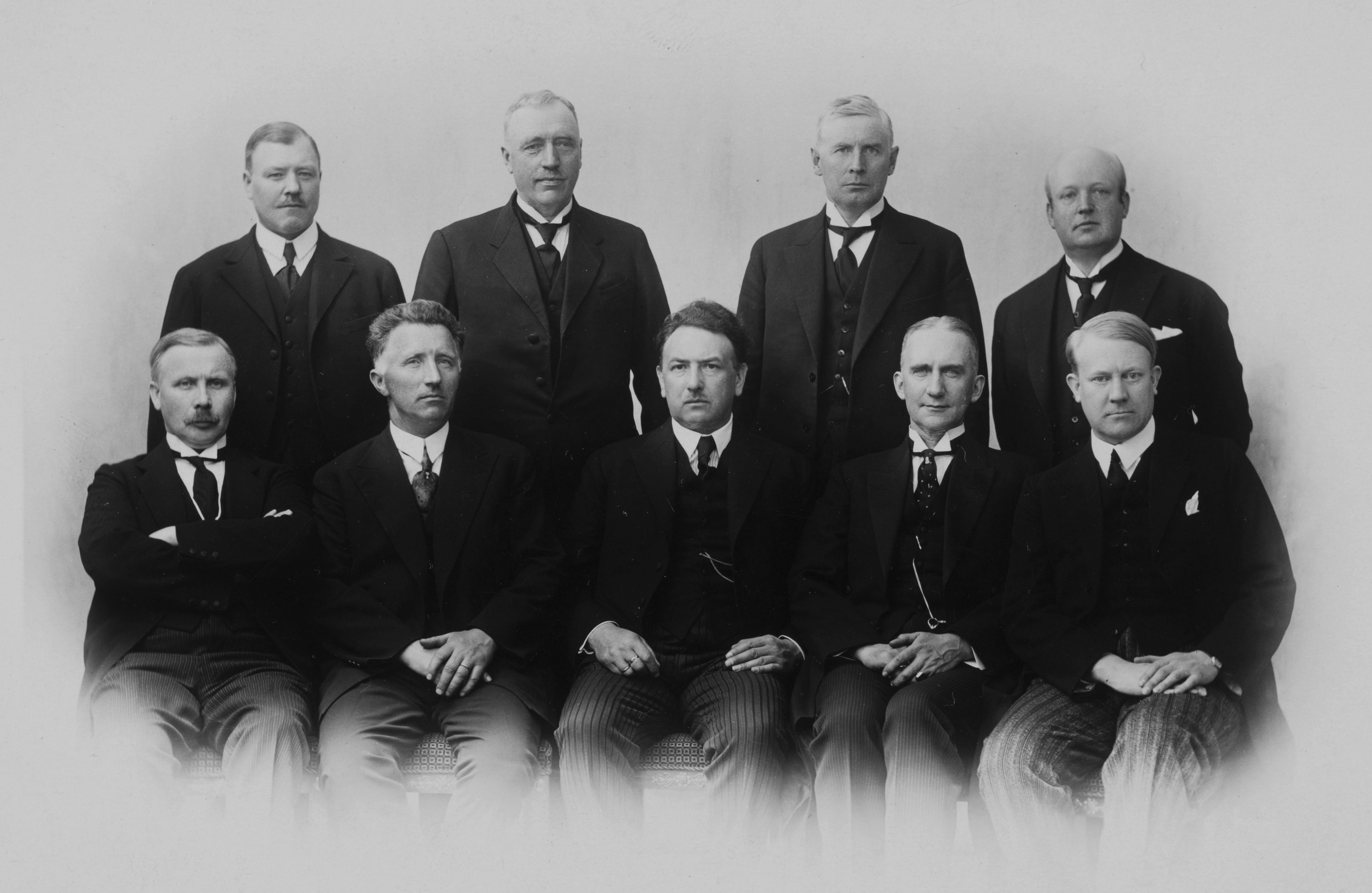
Le gouvernement Kolstad, dans lequel Hundseid ne reçoit aucun portefeuille ministériel.

Le deuxième gouvernement du libéral Johan Ludwig Mowinckel chute le 7 mai 1931 et Hundseid, en sa qualité de président de parti et leader parlementaire, constitue un candidat possible à sa succession. Cependant, les élus du Parti des paysans jettent leur dévolu sur Peder Kolstad, député de l'Østfold. Hundseid reconnaît sa défaite sans faire de vagues, bien qu'elle le déçoive amèrement, d'autant qu'il ne se voit attribuer aucun portefeuille dans le nouveau gouvernement Kolstad,.

### Premier ministre
Peder Kolstad tombe malade durant l'hiver 1931-1932 et meurt le 5 mars 1932. Ce n'est qu'après son enterrement que le roi Haakon VII commence à lui chercher un remplaçant, mais le Parti des paysans n'arrive pas à se mettre d'accord sur un candidat. Plusieurs membres du gouvernement sortant voudraient faire appel à Einar Borch, mais le ministre des Affaires étrangères Nils Trædal, qui assure l'intérim, recommande Hundseid au roi et au président de l'Odelsting. Un fort scepticisme est de mise vis-à-vis de cette candidature, que ce soit chez les travaillistes ou au sein des partis borgerlig (non-socialistes, c'est-à-dire chez les conservateurs et les libéraux), et la nomination de Hundseid manque de peu d'entraîner une crise politique. Son premier discours est accueilli par le dépôt de deux motions de censure au Storting, issues des rangs des libéraux et des travaillistes, qui sont néanmoins rejetées.
Hundseid souhaite renvoyer deux des ministres du gouvernement Kolstad : Asbjørn Lindboe (Justice) et Vidkun Quisling (Défense). Depuis « l'affaire du poivre » et le discours du Trône de 1932, le ministre de la Défense est le personnage le plus controversé de la scène politique norvégienne. Ayant accepté un poste dont personne ne voulait, Hundseid est en position de force pour imposer leur départ, mais il se heurte à l'opposition du reste du gouvernement sortant. Nils Trædal et Jon Sundby prennent la défense de Quisling, qui refuse de partir. Hundseid, qui manque de sens stratégique et tend à chercher le compromis à tout prix et à respecter la majorité, finit par céder, si bien que le gouvernement dont il prend la tête est quasiment identique à celui de son prédécesseur. Cette querelle qui oppose Quisling et Hundseid donne naissance à une haine tenace entre les deux hommes.

Les revendications norvégiennes au Groenland.

Hundseid hérite de la crise de la Terre d'Erik le Rouge, née lorsque des sujets norvégiens ont revendiqué cette partie du Groenland danois au nom de leur pays en 1931. Il envoie Fritz Wedel Jarlsberg à Copenhague pour parvenir à un accord avec le gouvernement du Danemark. Wedel Jarlsberg rentre avec un projet de compromis qui concèderait des privilèges économiques à la Norvège en échange de la reconnaissance de l'île comme possession danoise. Le lendemain du retour de Wedel Jarlsberg, Hundseid affirme lors d'une conférence de presse ne pas être en négociations secrètes avec le gouvernement danois, qualifiant cette idée d'« absurde » et « entièrement dénuée de vérité ». Il s'agit clairement d'un mensonge, puisque Wedel Jarlsberg agissait sur ordre exprès du Premier ministre. Dans une lettre, Hundseid lui explique qu'il est contraint de mentir pour des raisons de politique intérieure, ce que Wedel Jarlsberg accepte. Cette lettre, restée à l'abri des regards durant le mandat de Hundseid, aurait probablement suffi à ruiner sa carrière politique si elle avait été rendue publique.
1932 s'achève dans une relative tranquillité, malgré les tensions avec Quisling, mais l'opposition monte à la charge au début de l'année suivante,. Le pays subit toujours les conséquences de la Grande Dépression et Hundseid et Nils Trædal élaborent un budget de crise qui, malgré le recours à l'emprunt, présente des coupes sévères dans les aides aux classes les plus défavorisées de la population. Dès le discours du Trône, Johan Ludwig Mowinckel et les libéraux exigent des réformes fiscales, tandis que les travaillistes déposent une motion de censure. Elle est rejetée, mais les travaillistes reviennent à la charge le 23 février, et cette fois-ci, ils obtiennent gain de cause avec l'aide des voix libérales. Hundseid présente sa démission deux jours plus tard.
Mowinckel forme son troisième gouvernement et Hundseid redevient simple leader parlementaire et président de parti. Un mois après son départ, la Cour permanente de justice internationale de La Haye tranche la question groenlandaise en faveur du Danemark, et les négociations secrètes menées par l'ancien Premier ministre sont présentées devant le Storting. Le 4 juillet, une déclaration du Storting vient sévèrement critiquer la gestion de la crise par Hundseid, en particulier la façon dont le gouvernement a agi à son insu.

### Rapprochement avec les travaillistes

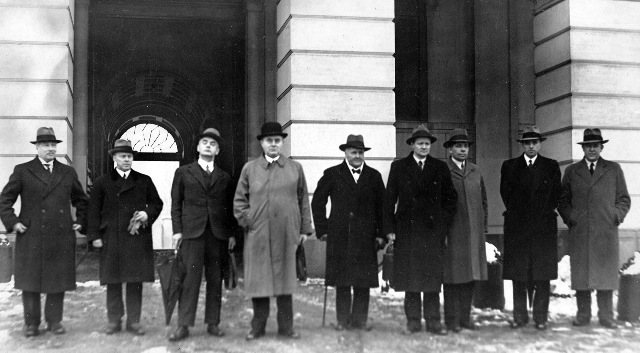
Le gouvernement Nygaardsvold est mis en place en 1935 grâce à un compromis (Kriseforliket) entre les travaillistes et le Parti des paysans de Hundseid.

Les résultats du Parti des paysans aux élections législatives d'octobre 1933 sont désastreux, et Mowinckel reste au pouvoir malgré la victoire des travaillistes. Lors de l'élection du président du Storting, les agrariens se rangent derrière le travailliste Johan Nygaardsvold contre le sortant C. J. Hambro, ce qui donne lieu à des rumeurs de rapprochement entre les deux partis. Hundseid ne fait rien pour démentir ces rumeurs lorsqu'il déclare que « le Parti des paysans va chercher de nouveaux alliés, puisque les partis bourgeois ne feront rien pour enrayer la prolétarisation et l'appauvrissement de nos villages ».
Un compromis partiel est atteint en 1934, mais le Parti des paysans reste mécontent, estimant que la situation des ruraux norvégiens ne s'améliore pas. Le ministre de l'Agriculture Håkon Five fait l'objet d'attaques violentes au mois de juin, et lors d'un débat parlementaire, Hundseid décrit le livre blanc de l'agriculture comme « le document le plus désolant et le plus noir que j'aie pu lire durant ma carrière politique ».
Le gouvernement Mowinckel tombe au terme d'un débat sur les finances du pays le 20 mars 1935. Hundseid y voit l'aube d'une nouvelle ère politique, affirmant qu'« il ne reste plus grand-chose du libéralisme de par le monde, de plus en plus remplacé par […] la planification et l'organisation dans tous les domaines économiques ». Un « compromis de crise » (Kriseforliket) entre travaillistes et agrariens permet à Johan Nygaardsvold de constituer un nouveau gouvernement. Cette alliance entre les paysans et les ouvriers de Norvège est largement due à Hundseid. Lui et Nygaardsvold déclarent que « paysans et ouvriers de ce pays doivent s'unir », et que ces deux groupes sont ceux qui « définiront et mèneront les politiques de demain ».

### Seconde Guerre mondiale

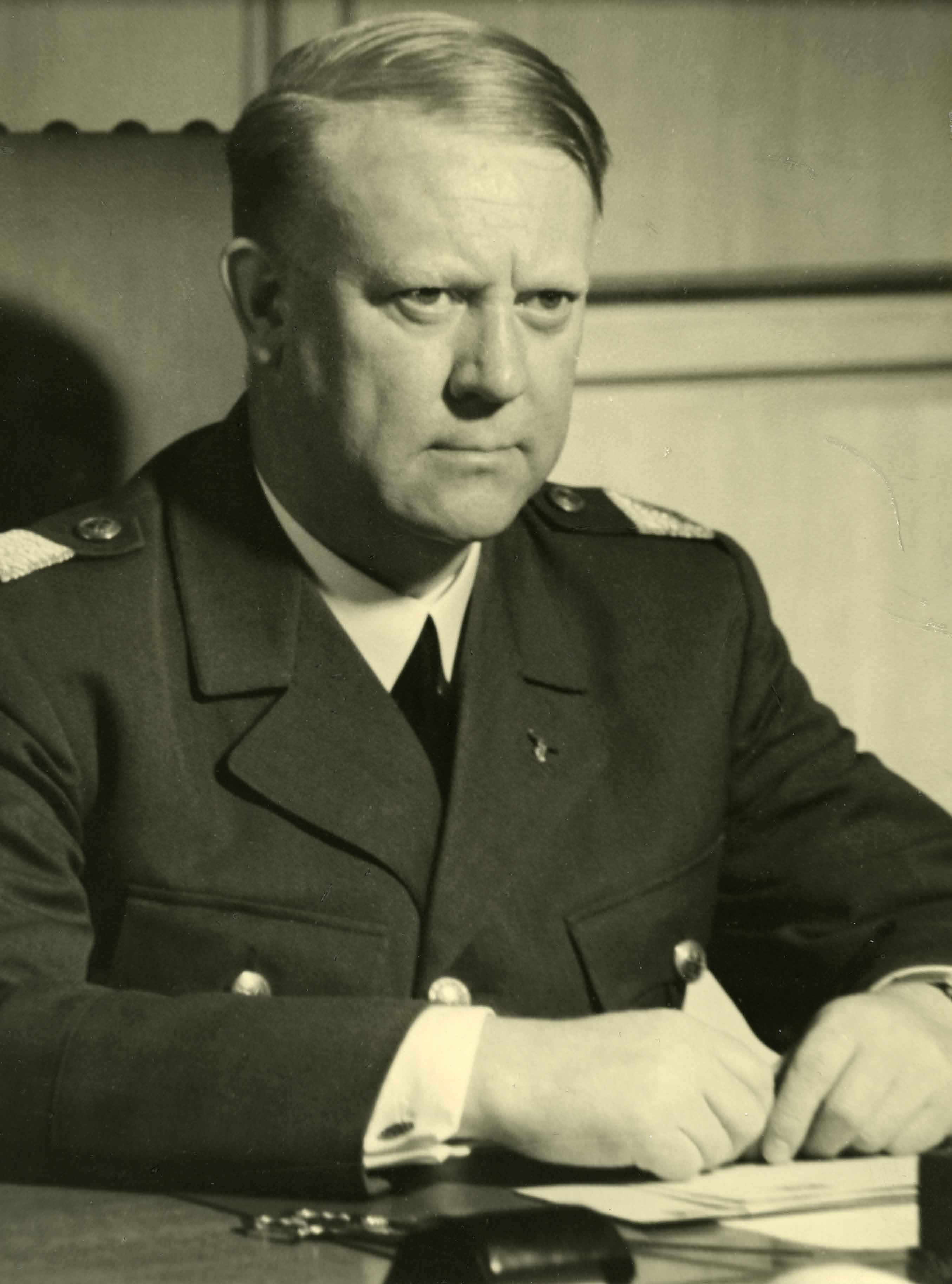
Malgré l'inimitié entre Quisling et Hundseid, ce dernier rejoint le Nasjonal Samling en 1940.

Le 9 avril 1940, Vidkun Quisling annonce son coup d'État à la radio. Craignant d'éventuelles représailles de sa part, Hundseid se réfugie à la campagne, s'installant dans un hôtel sous un faux nom. Il écrit à un ami médecin pour lui demander du poison, dans l'éventualité où Quisling enverrait des hommes l'arrêter. Cependant, Quisling est contraint d'abandonner le pouvoir au bout d'une semaine à peine.
Durant l'été 1940, Gustav Richert, responsable du département de l'Agriculture au sein du Reichskommissariat Norwegen, entreprend de réorganiser les syndicats paysans norvégiens. Il se rend à la rencontre des principales figures agrariennes du pays, dont Hundseid, qui reste populaire auprès de la classe paysanne. Il lui propose de prendre la tête d'un nouveau syndicat, le Norges Bondesamband, qui doit remplacer le Norges Bondelag. Hundseid décline l'offre et lui fait comprendre qu'il n'a aucune envie de travailler pour Quisling.
Quelques mois plus tard, le ministre Sverre Riisnæs entre en contact avec Hundseid. Ce dernier est contraint de signer une déclaration rédigée par Quisling dans laquelle l'ancien Premier ministre lui présente ses excuses, affirme sa volonté de rejoindre le Nasjonal Samling et d'écrire des articles en sa faveur dans la presse. Lorsqu'il demande à Riisnæs les conséquences d'un éventuel refus de sa part, le ministre lui répond : « attendez-vous au pire ». Hundseid prend donc sa carte au NS, un geste qu'il qualifiera de « lâche » après la guerre. Il s'est néanmoins livré à plusieurs remarques racistes dans les années 1930 en qualifiant la politique d'immigration norvégienne de « politique du doux bêta » et en demandant à la tribune du Storting « sommes-nous en train de faire de notre pays la poubelle raciale du monde, ? »
Bien qu'il ait refusé la présidence du Norges Bondesamband, Hundseid se fait par la suite l'avocat d'un rapprochement entre les mouvements paysans et le NS. Lors d'une convention du Bondelag, il incite les membres du syndicat à adhérer au parti, affirmant que « le chemin de l'indépendance et de la liberté […] consiste à suivre l'idéologie que défendent les vainqueurs ». Hundseid est également l'un des rares préfets à rallier le Gouvernement national. En 1943, il accepte de siéger dans un comité chargé d'étudier le système préfectoral du pays et se range à l'idée de réduire fortement l'autonomie locale des comtés au profit d'un contrôle accru d'Oslo.

### Après la guerre
Après la libération de la Norvège, Hundseid est arrêté et placé en détention le 9 mai 1945. Il est accusé de trahison pour avoir rejoint le Nasjonal Samling et participé à son effort de propagande. D'autres accusés doivent faire face à des charges plus importantes, mais qu'un ancien leader de parti et Premier ministre se soit ainsi mis au service du parti de collaboration ne plaide pas en sa faveur auprès de la Cour d'appel. Elle ne lui trouve aucune circonstance atténuante et le condamne à douze ans de travaux forcés.
Une demande d'appel auprès de la Cour suprême réduit sa sentence à dix ans, mais elle l'accuse également d'avoir fait preuve d'opportunisme, tout en accordant moins d'importance à sa prétendue peur de Quisling. Finalement, il est libéré en 1949 et se retire de la vie publique, terminant sa vie comme simple particulier à Oslo. Il meurt le 2 avril 1965, à l'âge de 81 ans.